# زبان هررو
زبان هرِرو (Otsiherero) (به انگلیسی: Herero language) زبانی است از خانوادهٔ زبان‌های بانتو (گروه نیجر-کنگو). این زبان توسط مردم هررو استفاده می‌شود که در کشورهای نامیبیا و بوتسوانا زندگی می‌کنند. جمعیت این دو کشور جمعاً حدود ۱۳۳٬۰۰۰ است.